# یواس‌اس هلنا (سی‌ای-۷۵)
یواس‌اس هلنا (سی‌ای-۷۵) (به انگلیسی: USS Helena (CA-75)) یک کشتی بود که طول آن ۶۷۴ فوت ۱۱ اینچ (۲۰۶ متر) بود. این کشتی در سال ۱۹۴۵ ساخته شد.